# Acqua & Sapone (wielerploeg)/2008
Deze pagina geeft een overzicht van de wielerploeg Acqua & Sapone in  2008.
| Naam                  | Geboortedatum | Nationaliteit | Ploeg 2007   |
| --------------------- | ------------- | ------------- | ------------ |
| Dario Andriotto       | 25-10-1972    | Italië        |              |
| Aleksandr Arekejev    | 12-10-1982    | Rusland       |              |
| Gabriele Balducci     | 03-11-1975    | Italië        |              |
| Stefano Cavallari     | 31-03-1978    | Italië        |              |
| Massimo Codol         | 27-02-1973    | Italië        |              |
| Francesco di Paolo    | 18-04-1982    | Italië        |              |
| Alessandro Donati     | 08-05-1979    | Italië        |              |
| Francesco Failli      | 16-12-1983    | Italië        | Liquigas     |
| Stefano Garzelli      | 16-07-1973    | Italië        |              |
| Massimiliano Gentili  | 16-09-1971    | Italië        | Aurum Hotels |
| Andrej Koenitski      | 02-07-1984    | Wit-Rusland   |              |
| Andrea Masciarelli    | 02-09-1982    | Italië        |              |
| Francesco Masciarelli | 05-05-1986    | Italië        |              |
| Simone Masciarelli    | 02-01-1980    | Italië        |              |
| Diego Milan Jimenez   | 10-07-1985    | Spanje        | elite        |
| Giuseppe Palumbo      | 10-09-1975    | Italië        |              |
| Luca Paolini          | 17-01-1977    | Italië        | Liquigas     |
| Luca Pierfelici       | 03-09-1983    | Italië        | Aurum Hotels |
| Andrea Rossi          | 19-04-1979    | Italië        |              |
| Branislaw Samojlaw    | 25-05-1985    | Wit-Rusland   |              |

## Overwinningen
GP Costa degli Etruschi
Gabriele Balducci
Ronde van Reggio Calabria
1e etappe: Gabriele Balducci
Trofeo Laigueglia
Luca Paolini
Settimana Ciclistica Lombarda
3e etappe: Gabriele Balducci
5e etappe: Branislaw Samojlaw
6e etappe: Francesco Failli
Ronde van Trentino
2e etappe: Stefano Garzelli
4e etappe: Stefano Garzelli
Ronde van Asturië
2e etappe: Stefano Garzelli
4e etappe: Stefano Garzelli
Nationale kampioenschappen
Wit-Rusland: Andrej Koenitski
Ronde van Burgos
1e etappe: Andrej Koenitski
Coppa Placci
Luca Paolini
Grote Prijs van Wallonië
Stefano Garzelli
Giro del Lazio
Francesco Masciarelli
2004 · 2005 · 2006 · 2007 · 2008 · 2009 · 2010 · 2011 · 2012